# Тарвізіо
Тарвізіо (італ. Tarvisio) — муніципалітет в Італії, у регіоні Фріулі-Венеція-Джулія, провінція Удіне.
Тарвізіо розташоване на відстані близько 520 км на північ від Рима, 100 км на північ від Трієста, 55 км на північний схід від Удіне.
Населення — 4435 осіб (2014).
Покровитель — Петро (апостол).

## Демографія
Населення за роками:

Станом на 1 січня 2023 року в муніципалітеті офіційно проживало 249 іноземців з 37 країн, серед них 103 громадяни країн Євросоюзу та 16 громадян України.

## Сусідні муніципалітети
- Арнольдстеїн
- Кьюзафорте
- Оентурн
- Ранйса-Гора
- Мальборгетто-Вальбруна
- Плеццо